# Ghiacciaio di Indren
Il ghiacciaio di Indren (pron. ted. AFI: [ɪntʁən]) è situato nel massiccio del Monte Rosa e si estende scendendo dal bacino compreso tra la Piramide Vincent (4.215 m) e la sottostante Punta Giordani (4.046 m). 

## Descrizione
Presenta una pendenza piuttosto regolare, interrotta solo a metà bacino da una seraccata imponente, nel punto in cui dal mantello glaciale si genera una cresta rocciosa digradante verso Sud, denominata Cresta Rossa, che contiene il ghiacciaio sul lato orientale.

## Campagne di rilevazione
Questo ghiacciaio, classificato con il n. 306 nel catasto dei ghiacciai italiani, è oggetto di periodiche rilevazioni della posizione e della quota della sua fronte glaciale, effettuate a cura del Comitato glaciologico Italiano.
| Campagna  | Variazione      | Quota fronte |
| 1985-1986 | -16 (1970-1986) | 3155         |
| 1988-1989 | -14 (1971-1989) | 3180         |
| 1989-1990 | -12             | 3180         |
| 1993-1994 | -7 (1990)       | 3060         |
| 1996-1997 | -4 (1994)       | 3060         |
| 1997-1998 | -19             | 3060         |
| 1998-1999 | -5              | 3060         |
| 1999-2000 | -1.5            | 3060         |
| 2002-2003 | -9 (2000)       | 3089         |
| 2003-2004 | -1              | 3089         |
| 2004-2005 | -3              | 3089         |

## Turismo
Il ghiacciaio si trova nel territorio di Gressoney-La-Trinité al confine con il comune di Alagna Valsesia da dove proviene un impianto funiviario, la cui stazione di arrivo è posta sulla cresta orientale del bacino glaciale; tale impianto funiviario è stato dismesso nel 2005 dopo il mancato rinnovo della revisione periodica in quanto esso era in funzione da 40 anni.
Sul versante di Gressoney è in funzione un nuovo impianto funiviario (partenza dal Passo dei Salati, inaugurato il 27 dicembre 2009); la stazione di arrivo è più centrale rispetto al ghiacciaio e leggermente più bassa, consentendo un più agevole raggiungimento dei rifugi Mantova e Gnifetti; per contro l'accesso alla pista da sci "La Balma" (versante di Alagna, assai nota tra gli sciatori "freeride") è meno agevole.
Il ghiacciaio in passato ospitava uno skilift e piste sciabili anche in estate, come l'adiacente Ghiacciaio di Bors, e viene solitamente attraversato dagli alpinisti diretti ai rifugi Mantova, Gnifetti e alla Capanna Regina Margherita. Il forte regresso del ghiacciaio negli ultimi anni, causato anche dalla sua esposizione meridionale, ha fatto sì che ai suoi piedi si formassero dei laghi, detti laghi di Indren.